# Ramon Koster
Ramon Koster (29 juni 1983) is een Nederlandse schaker. In 2004 werd hem door de FIDE de titel Fidemeester (FM) toegekend.
In 1999 won Koster de categorie B (t/m 16 jaar) bij de Open Nederlandse Jeugdschaak Kampioenschappen. In 2000 eindigde hij op een gedeelde eerste plaats, met Alexei Barsov, Harmen Jonkman en Karel van der Weide, bij het Pinkstertoernooi van het Bussums Schaak Genootschap.
In 2002 won hij het NK Snelschaken voor Jeugd, categorie A. In hetzelfde jaar eindigde hij als tweede, een half punt achter de winnaar Martijn Dambacher, op het eerste Open Nederlands Studenten SnelSchaak Kampioenschap (ONSSSK).
In 2003 won Koster in Groesbeek het OSBO-snelschaakkampioenschap. In hetzelfde jaar won hij het tweede ONSSSK.
Van 8 t/m 13 augustus 2005 werd in Hengelo het Euro Chess Tournament 2005 (Open Nederlands Jeugdkampioenschap) gespeeld. Koster behaalde 4 punten uit negen ronden.
In 2023 trad de inmiddels allang gestopte schaker op als 'Mr X'. Getooid in een zwart-wit geblokt pak was hij de mysterieuze onbekende tijdens de festiviteiten ter ere van het 150-jarig bestaan van de KNSB. In december 2023 ten slotte werd zijn identiteit onthuld.

## Externe koppelingen
- (en)   Informatie over schaakpartijen van Ramon Koster op ChessGames.com
- (en)   Informatie over schaakpartijen van Ramon Koster op 365chess.com
- (en)  FIDE-ratinggegevens voor Ramon Koster